# Siganus
Siganus (Forsskål, 1775) è un genere di pesci ossei d'acqua salata dell'ordine Perciformes, unico genere della famiglia Siganidae.

## Descrizione
Il corpo dei siganidi è mediamente alto, molto compresso ai fianchi. Visto di profilo ricorda un'ellisse. In alcune specie il muso si allunga a tubo. Il peduncolo caudale è sottile, la coda a delta, leggermente forcuta. La pinna dorsale e quella anale sono lunghe, composte da grossi aculei terminanti con raggi sottili. Le pinne pettorali sono ampie.

La livrea è estremamente variabile, a seconda della specie.

## Distribuzione e habitat
Questi pesci sono diffusi nell'oceano Indo-Pacifico, nelle barriere coralline e nelle scogliere.
Due specie (Siganus luridus e Siganus rivulatus) si sono stabilite nel mar Mediterraneo in seguito a migrazione lessepsiana.

## Tassonomia

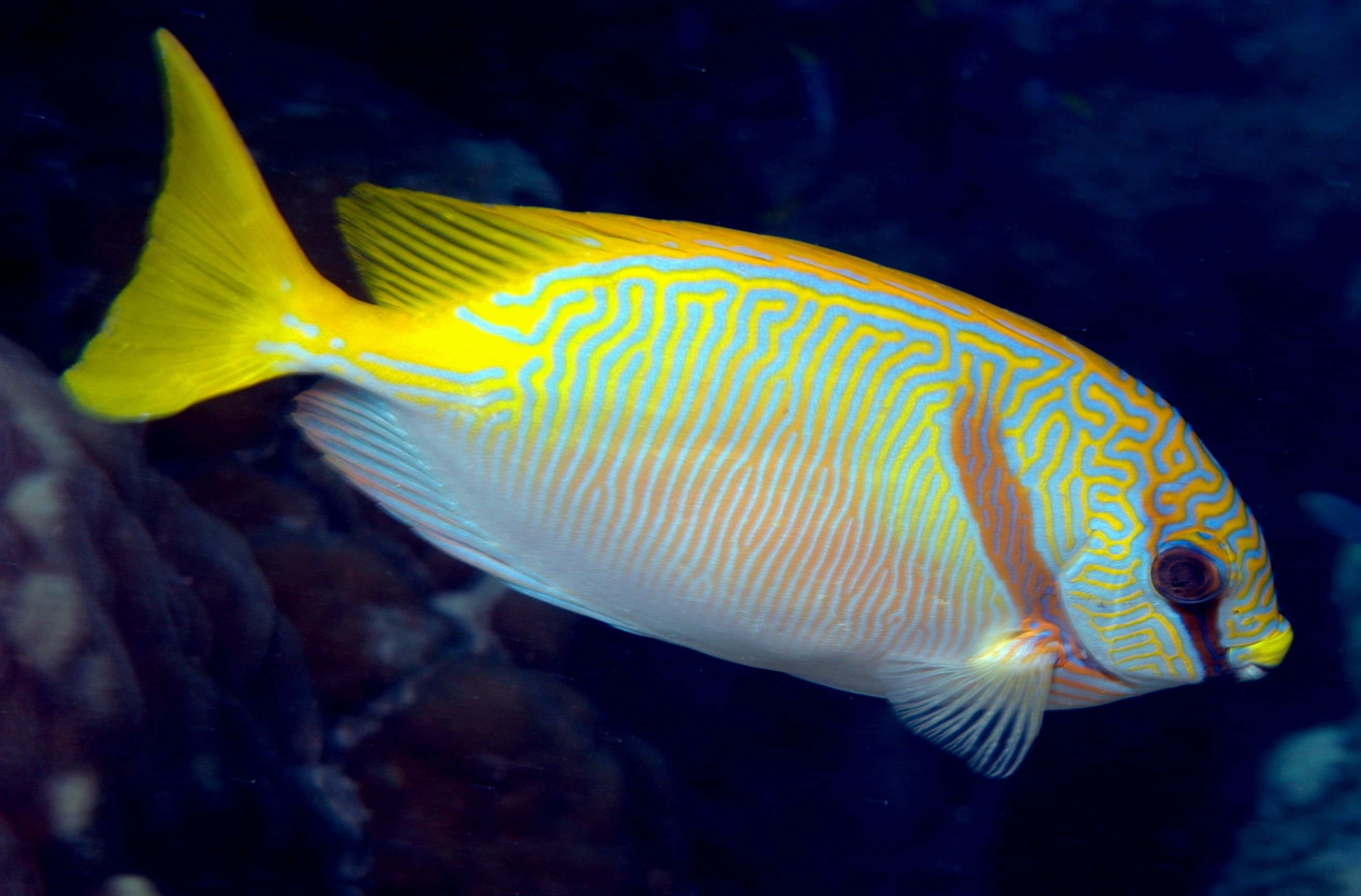
Siganus doliatus

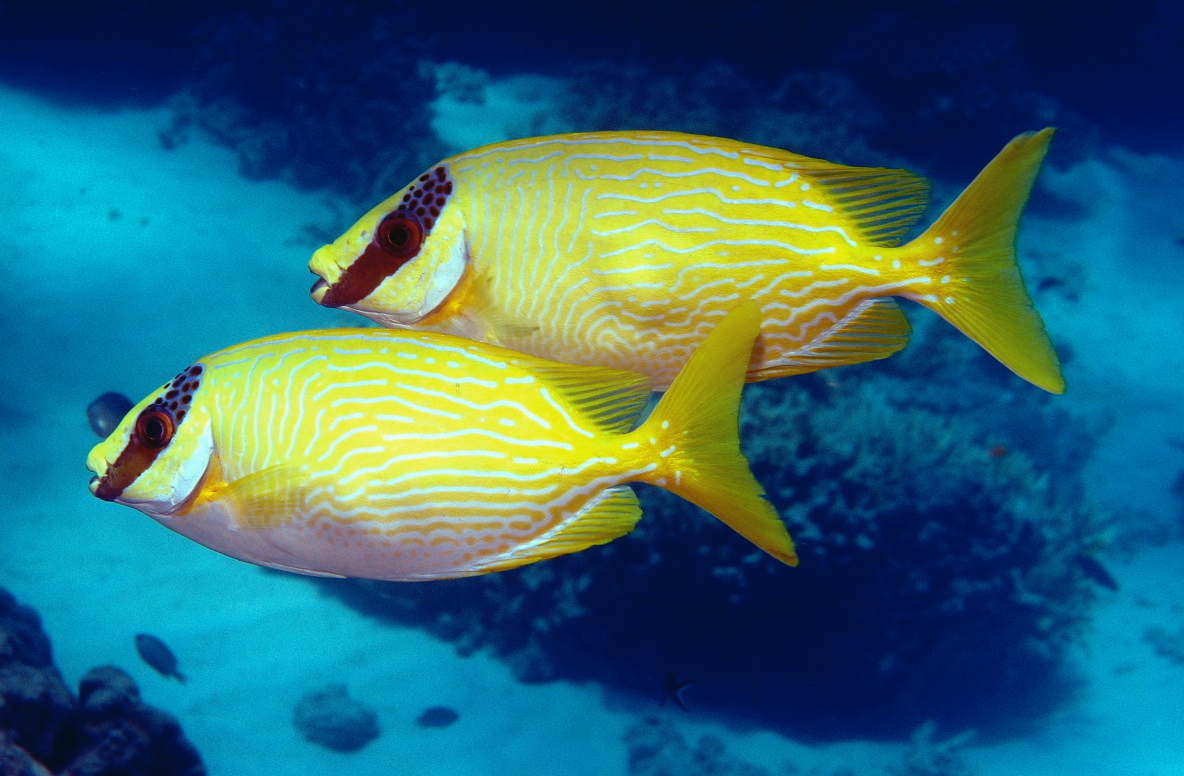
Siganus puellus

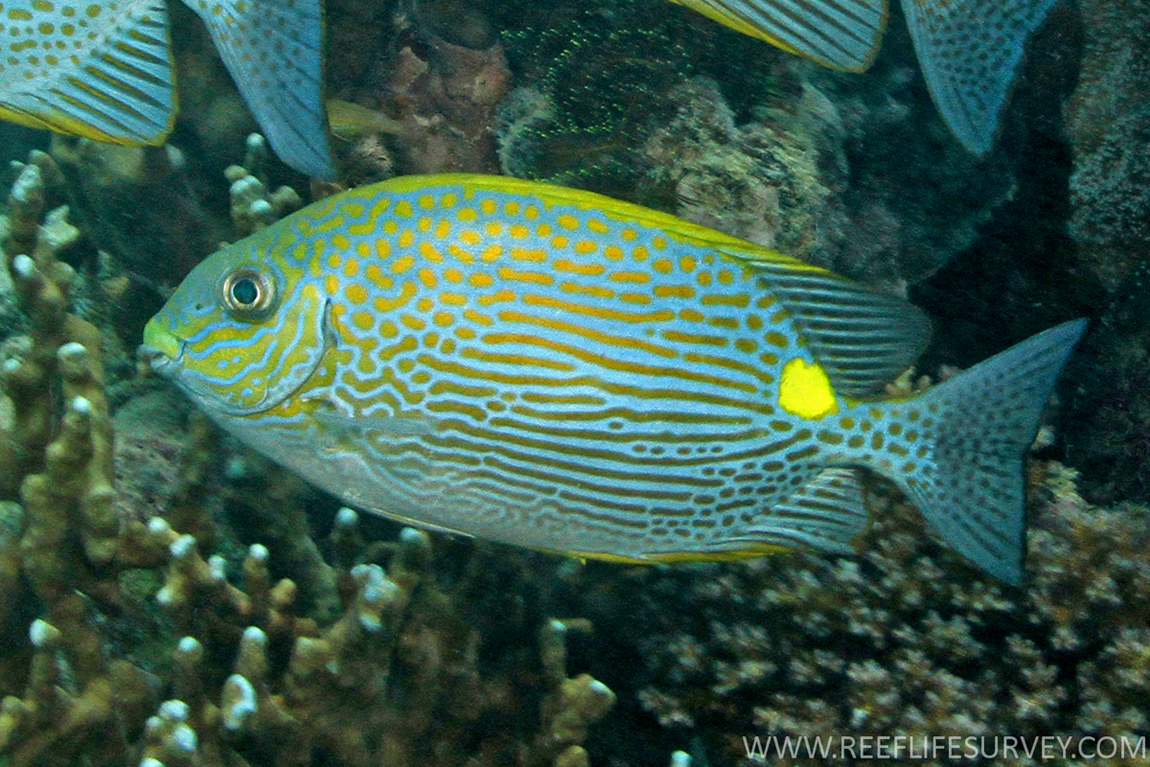
Siganus lineatus

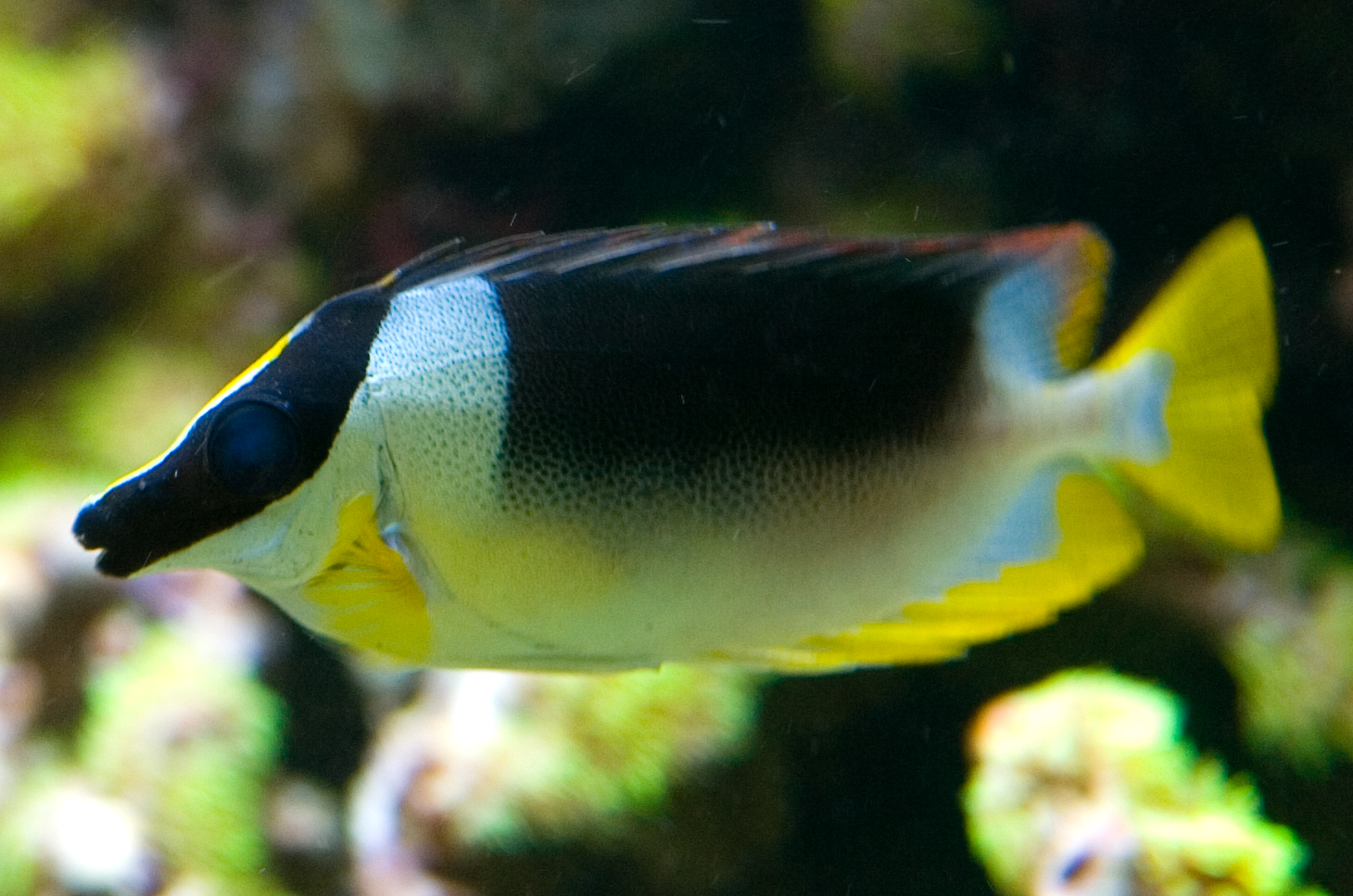
Siganus magnificus

Il genere comprende le seguenti specie:
- Siganus argenteus (Quoy & Gaimard, 1825)
- Siganus canaliculatus (Park, 1797)
- Siganus corallinus (Valenciennes, 1835)
- Siganus doliatus Guérin-Méneville, 1829-38
- Siganus fuscescens (Houttuyn, 1782)
- Siganus guttatus (Bloch, 1787)
- Siganus javus (Linnaeus, 1766)
- Siganus labyrinthodes (Bleeker, 1853)
- Siganus lineatus (Valenciennes, 1835)
- Siganus luridus (Rüppell, 1829)
- Siganus magnificus (Burgess, 1977)
- Siganus niger Woodland, 1990
- Siganus puelloides Woodland & Randall, 1979
- Siganus puellus (Schlegel, 1852)
- Siganus punctatissimus Fowler & Bean, 1929
- Siganus punctatus (Schneider & Forster, 1801)
- Siganus randalli Woodland, 1990
- Siganus rivulatus Forsskål & Niebuhr, 1775
- Siganus spinus (Linnaeus, 1758)
- Siganus stellatus (Forsskål, 1775)
- Siganus sutor (Valenciennes, 1835)
- Siganus trispilos Woodland & Allen, 1977
- Siganus unimaculatus (Evermann & Seale, 1907)
- Siganus uspi Gawel & Woodland, 1974
- Siganus vermiculatus (Valenciennes, 1835)
- Siganus virgatus (Valenciennes, 1835)
- Siganus vulpinus (Schlegel & Müller, 1845)
- Siganus woodlandi Randall & Kulbicki, 2005

## Acquariofilia
Alcune specie sono oggetto di pesca per l'allevamento in acquario, viste le dimensioni contenute e i bei colori delle livree. Una delle specie più conosciute è Siganus vulpinus.